# Campionati europei di pattinaggio di velocità 2021
I Campionati europei di pattinaggio di velocità 2021 sono stati la 115ª edizione della manifestazione. Si sono svolti dal 16 al 17 gennaio 2021 presso la Thialf di Heerenveen, nei Paesi Bassi.

## Podi

### Uomini
| Evento              | Oro           | Punti   | Argento         | Punti   | Bronzo                | Punti   |
| Allround (dettagli) | Patrick Roest | 147.745 | Marcel Bosker   | 149.806 | Sverre Lunde Pedersen | 149.828 |
| Sprint (dettagli)   | Thomas Krol   | 137.955 | Hein Otterspeer | 138.645 | Joel Dufter           | 138.770 |

### Donne
| Evento              | Oro                       | Punti   | Argento           | Punti   | Bronzo            | Punti   |
| Allround (dettagli) | Antoinette Rijpma-de Jong | 159.303 | Irene Schouten    | 160.056 | Martina Sáblíková | 160.320 |
| Sprint (dettagli)   | Jutta Leerdam             | 149.385 | Angelina Golikova | 149.855 | Femke Kok         | 149.870 |

## Medagliere
| Pos.   | Paese       | Oro | Argento | Bronzo | Totale |
| ------ | ----------- | --- | ------- | ------ | ------ |
| 1      | Paesi Bassi | 4   | 3       | 1      | 8      |
| 2      | Russia      | 0   | 1       | 0      | 1      |
| 3      | Rep. Ceca   | 0   | 0       | 1      | 1      |
| 3      | Germania    | 0   | 0       | 1      | 1      |
| 3      | Norvegia    | 0   | 0       | 1      | 1      |
| Totale | Totale      | 4   | 4       | 4      | 12     |